# Лули (село)
Лули (груз. ლული) — село в Грузии, на территории Горийского муниципалитета края (мхаре) Шида-Картли.

## География
Село находится в центральной части Грузии, на левом берегу реки Вицха (левый приток Тедзами), на расстоянии приблизительно 15 километров (по прямой) к юго-юго-востоку от города Гори, административного центра муниципалитета. Абсолютная высота — 1114 метров над уровнем моря.

## Население
По результатам официальной переписи населения 2014 года в Батиури проживал один человек грузинской национальности.
| Год  | Население, человек |
| ---- | ------------------ |
| 2002 | 0                  |
| 2014 | ↗ 1                |